# Liana Liberato
Liana Daine Liberato (Galveston, Texas; 20 de agosto de 1995) es una actriz estadounidense. Interpretó la versión más joven de la protagonista femenina en la película de 2014 The Best of Me y protagonizó las películas de 2010, Trust y The Last Sin Eater y en 2012, The Expatriate. Es mayoritariamente conocida por interpretar a Quinn Bailey/Ghostface en Scream VI.
De 2018 a 2019, Liberato protagonizó el papel principal en la serie de suspenso de Hulu Light as a Feather como McKenna Brady, por la que recibió dos nominaciones para un premio Daytime Emmy a la mejor actriz principal en una serie de drama diurno digital (2019) y excepcional. Actuación principal en un programa diurno (2020).

## Vida personal
Liberato nació en Galveston, Texas, y es hija de George y Rhondelle Liberato. Es de ascendencia checa, inglesa, francesa, irlandesa y 1/32 italiana. En julio de 2020, se comprometió con su novio al que conocía desde su infancia, Tommy O'Brien. Se casaron en marzo de 2021.

## Primeros años
Cuando Liana tenía solo tres años, su madre la matriculó en el musical Destino a Broadway, con el objetivo de que "no tuviera miedo delante de la gente." Su primer papel importante fue en Galveston: The Musical, cuando tenía siete años. En el verano de 2005 asistió a un "campus de interpretación" (acting camp) de una semana en California, durante el que atrajo la atención de los artistas principales. Seducido por el 'gran carisma' y la 'entrega natural' de Liana, el agente del campus le ofreció hacer el viaje de lanzamiento a Hollywood.

## Carrera
En 2005, una vez en Hollywood, hizo las pruebas de selección para un episodio en CSI: Miami, cuando no recibió noticias los primeros días se molestó, porque pensó que no obtendría el papel por no tener el color de pelo correcto. Cuando al fin su agente llamó se enteró de que había conseguido el papel, pero tendría que teñirse el pelo. Después de que se solventara este hecho, Liberato pudo hacer su debut actoral en la serie de televisión Cold Case y apareció en Sons of Anarchy, CSI: Miami. Antes había aparecido en un episodio de Cold Case (Caso abierto), y después de CSI: Miami fue vista en la efímera serie The Inside. Por esa época participó también en un comercial de la cadena de ropa Seppälä.
También hizo una aparición en el video musical de la canción de Miley Cyrus, "7 Things". Al año siguiente apareció en la cuarta temporada de House, y apareció en la edición de junio de The New York Times Magazine. En 2007, Liberato obtuvo el papel principal en la película de aventuras de 20th Century Fox The Last Sin Eater (El último devorador de pecados).
En 2007 interpretó el papel de la protagonista de la película de aventuras de 20th Century Fox, The Last Sin Eater, en la que una niña de 10 años descubre un inquietante secreto en su pueblo. Ese mismo año actuó en el drama romántico para DVD, Safe Harbour. En 2008 interpretó a Jane, la hija de una paciente, en el episodio It's a Wonderful Lie de la serie House M.D., y participó en el vídeo musical 7 Things de Miley Cyrus de su exitoso álbum, Breakout.
En 2010 Liana actuó en Trust  interpetando a Annie Cameron, una chica de 14 años víctima de un agresor sexual en serie. Sus coprotagonistas fueron Clive Owen y Catherine Keener quienes interpretaron a sus padres. La producción tuvo lugar en Míchigan y la película se estrenó en el Festival Internacional de Cine de Toronto de ese mismo año, y la interpretación de Liana recibió una buena crítica de Roger Ebert en su reseña de la película, le valió a ella el Silver Hugo Award a la mejor actriz en el 46.º Festival Internacional de Cine de Chicago.
En junio de 2010 fue elegida para la película de suspense de Millennium, Trespass, que se centra en una familia que es tomada como rehén en su propia casa. Completan el reparto como sus padres Nicolas Cage y Nicole Kidman y Cam Gigandet como el secuestrador. 
En 2011 obtuvo el papel de Amy Logan en The Expatriate derrotando así a la estrella de Las crónicas de Narnia, Georgie Henley, que también audicionó para esta película. En este mismo año apareció en el vídeo musical de la canción Maybe del grupo Nat and Alex Wolff de su álbum Black Sheep. Ese año volvió a trabajar con Cam Gigandet en Free Ride, una película indie en la que interpreta a la hija mayor de Anna Paquin y que narra la subida y caída en el mundo del tráfico de drogas de una madre soltera.
En 2012 tuvo el papel de "Kate" en "Stuck In Love", interpretando a una chica drogadicta y alcohólica. En 2014 obtuvo el papel de "Kim Schein" en If I Stay –como la mejor amiga de Mia– y la versión más joven de la protagonista femenina de la película The Best of Me (Lo mejor de mi) de 2014. En ese año Liberato fue nombrado uno de los mejores actores menores de 20 años por IndieWire. En 2018 fue anunciada su próxima participación en la película "Hush Hush" en la que obtuvo el papel principal.

## Filmografía

### Películas
| Año  | Título             | Papel                    | Notas      |
| ---- | ------------------ | ------------------------ | ---------- |
| 2007 | The Last Sin Eater | Cadi Forbes              |            |
| 2007 | Safe Harbour       | Philippa 'Pip' MacKenzie |            |
| 2010 | Trust              | Annie Cameron            |            |
| 2011 | Bajo amenaza       | Avery Miller             |            |
| 2012 | Erased             | Amy Logan                |            |
| 2012 | Stuck in Love      | Kate                     |            |
| 2013 | Jake Squared       | Joven Joanne             |            |
| 2013 | Free Ride          | MJ                       |            |
| 2013 | Haunt              | Samantha                 |            |
| 2014 | If I Stay          | Kim Schein               |            |
| 2014 | The Best of Me     | Joven Amanda Collier     |            |
| 2015 | Dear Eleanor       | Ellie Potter             |            |
| 2017 | Novitiate          | Sister Emily             |            |
| 2017 | To The Bone        | Kelly                    |            |
| 2017 | 1 Mile to You      | Henny                    |            |
| 2017 | Isabel             | Isabel                   | Short film |
| 2017 | Nobody Knows       | Cheyenne Bridell         | Short film |
| 2018 | Measure of a Man   | Michelle Marks           |            |
| 2018 | Banana Split       | Clara                    |            |
| 2019 | To the Stars       | Maggie Richmond          |            |
| 2019 | The Beach house    | Emily                    |            |
| 2022 | Dig                | Lola                     |            |
| 2023 | Scream VI          | Quinn Bailey             |            |
| 2023 | Totally Killer     | Tiffany Clark            |            |
| TBA  | Hush Hush          | Nora Grey                |            |

### Televisión
| Año       | Título                  | Papel                       | Notas                                           |
| --------- | ----------------------- | --------------------------- | ----------------------------------------------- |
| 2005      | The Inside              | Dina Presley                |                                                 |
| 2005      | Cold Case               | Charlotte                   |                                                 |
| 2005      | CSI: Miami              | Amy Manning                 |                                                 |
| 2008      | House M.D.              | Jane                        |                                                 |
| 2009      | Sons of Anarchy         | Tristen Oswald              |                                                 |
| 2012      | Paradise Drive          | Liana                       |                                                 |
| 2018-2019 | Light as a Feather      | McKenna BradyJennifer Brady | Principal, 26 episodiosRecurrente, 10 episodios |
| 2022      | A Million Little Things | Kai                         | Episodios: "Slipping", "Out of Hiding"          |

### Videos musicales
| Año  | Título                          | Artista          |
| ---- | ------------------------------- | ---------------- |
| 2008 | 7 Things                        | Miley Cyrus      |
| 2011 | Maybe                           | Nat & Alex Wolff |
| 2018 | Stranger Things ft. OneRepublic | Kygo             |

## Premios y nominaciones
| Año  | Premio                                                 | Categoría                                                   | Trabajo nominado   | Resultado | Ref(s) |
| ---- | ------------------------------------------------------ | ----------------------------------------------------------- | ------------------ | --------- | ------ |
| 2011 | Premio Silver Hugo                                     | Mejor Actriz                                                | Trust              | Ganadora  | [ 7 ]  |
| 2011 | Chicago Film Critics Association Awards                | Artista más prometedora                                     | Trust              | Nominada  | [ 13 ] |
| 2011 | Círculo Femenino de Críticos de Cine de Estados Unidos | Mejor actriz juvenil                                        | Trust              | Nominada  | [ 14 ] |
| 2019 | Premios Daytime Emmy                                   | Mejor actriz principal en una serie de drama diurno digital | Light as a Feather | Nominada  | [ 15 ] |
| 2020 | Premios Daytime Emmy                                   | Excelente desempeño principal en un programa diurno         | Light as a Feather | Nominada  | [ 16 ] |